# Diddy-Dirty Money
Diddy-Dirty Money was een Amerikaanse muziekgroep, bestaande uit de oprichter van de groep, Sean "Diddy" Combs, Dawn Richard en Kalenna Harper. De groep stond getekend bij Bad Boy Records, het muzieklabel van Combs. Hun eerste album, Last Train to Paris, werd uitgebracht op 13 december 2010. In 2012 viel de groep uiteen.

## Discografie

### Albums
| Album met eventuele hitnotering(en) in de Nederlandse Album Top 100 | Datum van verschijnen | Datum van binnenkomst | Hoogste positie | Aantal weken | Opmerkingen |
| ------------------------------------------------------------------- | --------------------- | --------------------- | --------------- | ------------ | ----------- |
| Last train to Paris                                                 | 10-12-2010            | -                     |                 |              |             |

### Singles
| Single met eventuele hitnotering(en) in de Nederlandse Top 40 | Datum van verschijnen | Datum van binnenkomst | Hoogste positie | Aantal weken | Opmerkingen                                                 |
| ------------------------------------------------------------- | --------------------- | --------------------- | --------------- | ------------ | ----------------------------------------------------------- |
| Coming home                                                   | 15-11-2010            | 12-02-2011            | 16              | 8            | met Skylar Grey / Nr. 14 in de Single Top 100 / Alarmschijf |

| Single met hitnotering(en) in de Vlaamse Ultratop 50 | Datum van verschijnen | Datum van binnenkomst | Hoogste positie | Aantal weken | Opmerkingen                                         |
| ---------------------------------------------------- | --------------------- | --------------------- | --------------- | ------------ | --------------------------------------------------- |
| Hello good morning                                   | 26-04-2010            | 10-07-2010            | tip12           | -            | met T.I.                                            |
| Coming home                                          | 2010                  | 22-01-2011            | 17              | 9            | met Skylar Grey                                     |
| Ass on the floor                                     | 04-04-2011            | 24-04-2011            | tip26           | -            | met Swizz Beatz                                     |
| I'm on you                                           | 13-02-2012            | 03-03-2012            | tip40           | -            | als Dirty Money / met Timati, P. Diddy & DJ Antoine |

### Mixtapes
| Jaar | Titel                                              |
| ---- | -------------------------------------------------- |
| 2011 | Love Love Vs Hate Love - Uitgave: 14 februari 2011 |